# Whiplash (James)
Whiplash è il settimo album in studio del gruppo musicale inglese James, pubblicato nel 1997.

## Tracce
1. Tomorrow – 3:45
2. Lost a Friend – 3:40
3. Waltzing Along – 3:54
4. She's a Star – 3:39
5. Greenpeace – 4:49
6. Go to the Bank – 4:22
7. Play Dead – 4:45
8. Avalanche – 3:46
9. Homeboy – 2:38
10. Watering Hole – 3:45
11. Blue Pastures – 4:19